# Carlo Garbieri
Carlo Garbieri (Genova, 26 dicembre 1895 – Culqualber, 21 novembre 1941) è stato un arbitro di calcio, dirigente sportivo e militare italiano, veterano della prima guerra mondiale, dove fu decorato con due Medaglie d'argento al valor militare, combatte anche durante la guerra d'Etiopia e la seconda guerra mondiale, dove fu insignito di due Croci di guerra al valor militare. Caduto in combattimento durante la battaglia di Culqualber fu dapprima decorato con una terza Medaglia d'argento, successivamente trasformata in Medaglia d'oro al valor militare alla memoria.

## Biografia
Nacque a Genova il 26 dicembre 1895, figlio di Giovanni e Nilde Carfagni, frequentò il liceo classico, e poi l’Università di Genova dove si laureò successivamente in fisica e matematica.
Si arruolò nel Regio Esercito nel novembre 1915, a guerra iniziata,  con il grado di sottotenente di complemento assegnato al 152º Reggimento della Brigata fanteria "Sassari", di cui poi comandò un reparto di Arditi. Al termine del conflitto risultava decorato con due Medaglie d'argento al valor militare e con la Croce al merito di guerra, ma per i postumi di una ferita riportata nel 1916 fu congedato con il grado di tenente nel 1919, dedicandosi all'insegnamento.

### Attività sportiva
Appassionato di calcio, fu tra i soci fondatori della Spes, società calcistica della sua città natale, e nel 1919 cominciò a dedicarsi alla carriera arbitrale.
Dal 1926 arbitrò in Divisione Nazionale, dove diresse 27 incontri. Nel 1929 passò alla neonata Serie A, in cui debuttò il 6 ottobre dirigendo l'incontro tra Triestina e Torino. Arbitrò per due stagioni, dirigendo 18 incontri. Diresse la sua ultima gara, tra Napoli e Casale, il 14 giugno 1931. Fu presidente del Gruppo Arbitri di Genova.

### Guerra d'Etiopia e seconda guerra mondiale
Capitano nel 1927, nel dicembre 1935 si arruolò nella 6ª Divisione CC.NN. "Tevere" della Milizia Volontaria per la Sicurezza Nazionale, comprendente numerosi reduci, con la quale partì per combattere in Etiopia con il grado di 1° centurione. La divisione fu mandata dapprima a Mogadiscio in Somalia e poi a Moggio, e pur assegnato ad un battaglione di mutilati, trovò il modo di distinguersi durante il conflitto in forza alla 220ª Legione CC.NN., venendo decorato con la Croce di guerra al valor militare..
Congedatosi ritornò per un breve periodo in Italia, ma rinunciato all’insegnamento universitario, si reimbarcò per l'Africa Orientale Italiana come responsabile di una importante azienda commerciale. Con l’entrata in guerra dell’Italia, il 10 giugno 1940, venne richiamato in servizio, assegnato al dapprima al comando della 1ª Legione CC.NN. di Addis Abeba, e poi a quello del CLXVI Battaglione CC.NN. Il 1 luglio 1941, promosso maggiore, assunse il comando del LVXII Battaglione Coloniale destinato alla difesa di Gondar.
Cadde in combattimento nel corso della battaglia di Culqualber, colpito al cuore. Durante le operazioni in A.O.I fu insignito di una terza Medaglia d’argento, di una seconda Croce di guerra al valor militare e, 31 dicembre 1947 della Medaglia d'oro al valor militare alla memoria.

### Annotazioni
1. ↑  Il padre Giovanni ricoprì l’incarico di Preside della facoltà di Scienze dell’Università di Genova.
2. ↑  Le fonti sono discordanti: mentre La storia del calcio indica 17 incontri, l'Annuario 1932 e WikiCalcioItalia ne indicano 18.

### Fonti
1. 1 2 3 4 5 6 7 8 9   La Luminosa figura di Carlo Garbieri, caduto da eroe a Culqualbert, in Il Littoriale, 5 dicembre 1941,  p. 4. URL consultato il 5 febbraio 2013.
2. 1 2  Barlassina.
3. ↑  Fontanelli.
4. 1 2   Garbieri, WikiCalcioItalia, su wikicalcioitalia.info. URL consultato il 5 febbraio 2013.
5. ↑  Registrato alla Corte dei conti lì 9 febbraio 1948, Esercito registro 3, foglio 308, pubblicato sul Bollettino Ufficiale 1948, disp. 5, pag.561.
6. ↑  Registrato alla Corte dei conti lì 22 giugno 1949, registro 17, foglio 366.

### Periodici
- Vittorio Cuomo, La battaglia del passo di Culqualber, in Storia Militare, n. 11, Parma, Ermanno Albertelli Editore, agosto 1994,  pp. 14-18.